# Château de Chambert
Pour les articles homonymes, voir Chambert.
Le château de Chambert ou Château Chambert, est un édifice situé dans la commune de Floressas (dans le Lot), sur les causses du Quercy.

## Histoire
Les plus vieux textes retrouvés aux archives départementales du Lot à Cahors font état de vignes sur le domaine de Chambert en 1100.
Au XIIIe siècle, le domaine de Chambert et son vignoble sont administrés depuis une ferme fortifiée, appelée « repaire », située à l'emplacement actuel du château.
Lors du recensement des chefs de famille de la commune de Floressas en 1670 avec leur profession, on trouve à Chambert les habitants suivants :
- Baureilhes Mathurin ;
- Delfourd Armande, femme de Guillaume Fabre ;
- Durand Raymond, travailleur.

En 1690, demoiselle Fabre de La Valette, puis en 1810 les Lathese, bourgeois anoblis, vivent à Chambert et exploitent ce domaine très important. Le vin est réputé et vendu en France mais aussi exporté en Angleterre et en Russie (sous le nom de Kagor).
Grâce à d’importantes améliorations de la navigation sur le Lot (biefs, écluses, chemins de halage, « cales »...), le château de Chambert accroît encore sa réputation. En 1870, la famille Bataille succède aux Lathèze (Louis Bataille est notaire né à Marminiac et marié à Mélanie Lathèse née à Floressas). En 1873, Louis Bataille fait construire le château de style Viollet-le-Duc sur les bases d’un petit château fortifié du XVIe siècle. Il fait construire un mur d’enceinte et fait aménager le parc et le jardin dans le glacis défensif du château ; il replante aussi le vignoble en intégralité et va vendre lui-même son vin à Bordeaux. Le bâtiment est aux trois-quarts détruit par un incendie en 1886. Il est reconstruit en gardant la partie centrale restante. 
Leur fils Marie Désiré Pierre Bataille hérite ensuite du domaine à la fin du XIXe siècle mais ne va pas longtemps s'en occuper : il est le premier général français à mourir sur le front lors de la Première Guerre mondiale : il est tué au col du Bonhomme le 8 septembre 1914 alors qu'il dirige la 41e division d'infanterie durant un repérage pour ajuster les tirs d'artillerie contre les forces allemandes. C'est à la suite de son décès que l'armée impose aux généraux de rester 50 kilomètres en retrait du front.
Le phylloxéra à partir de 1877, et la mort du général Bataille sur le front des Vosges en 1914, détruisent petit à petit ce vignoble de plus de 300 hectares.
Il faut attendre 1973, pour que Marc Delgoulet, négociant en vins corrézien, fasse revivre ce domaine. Il entreprend la restauration du château : deux tours rondes dans le style du château du XVIe sont construites en 1985. Le vignoble est replanté. Il sélectionne les meilleures parcelles et les meilleures expositions. En 1978, le premier millésime du domaine est médaillé d'or aux concours nationaux de Mâcon et Bourg en Blayais. En 1994, Joël Delgoulet, fils de Marc Delgoulet reprend les rênes de l'exploitation familiale et entreprend l'agrandissement des locaux de l'exploitation en respectant l'environnement : murs recouverts de pierre taillée, isolation naturelle de fabrication suisse, etc. En 2007, le château de Chambert est racheté par Philippe Lejeune.
Le XXIe siècle représente le lancement des grands travaux viticoles. Avec l'aide précieuse du consultant Stéphane Derenoncourt, Philippe Lejeune entreprend la refonte du vignoble :
- arrachage de toutes les parcelles de vignes de tannat pour être remplacées par du malbec (sélection massale) ;
- renouvellement de parcelles de malbec (sélection massale) ;
- plantation de chardonnay sur d'excellentes parcelles du Kimmeridgien orientées nord ;
- refonte de l'unité de vinification ;
- travaux à la vigne renforcés suivant les méthodes de la biodynamie ;
- en 2009 : la certification bio ECOCERT est lancée (programme de trois ans avant validation de la certification).